# Неминатха

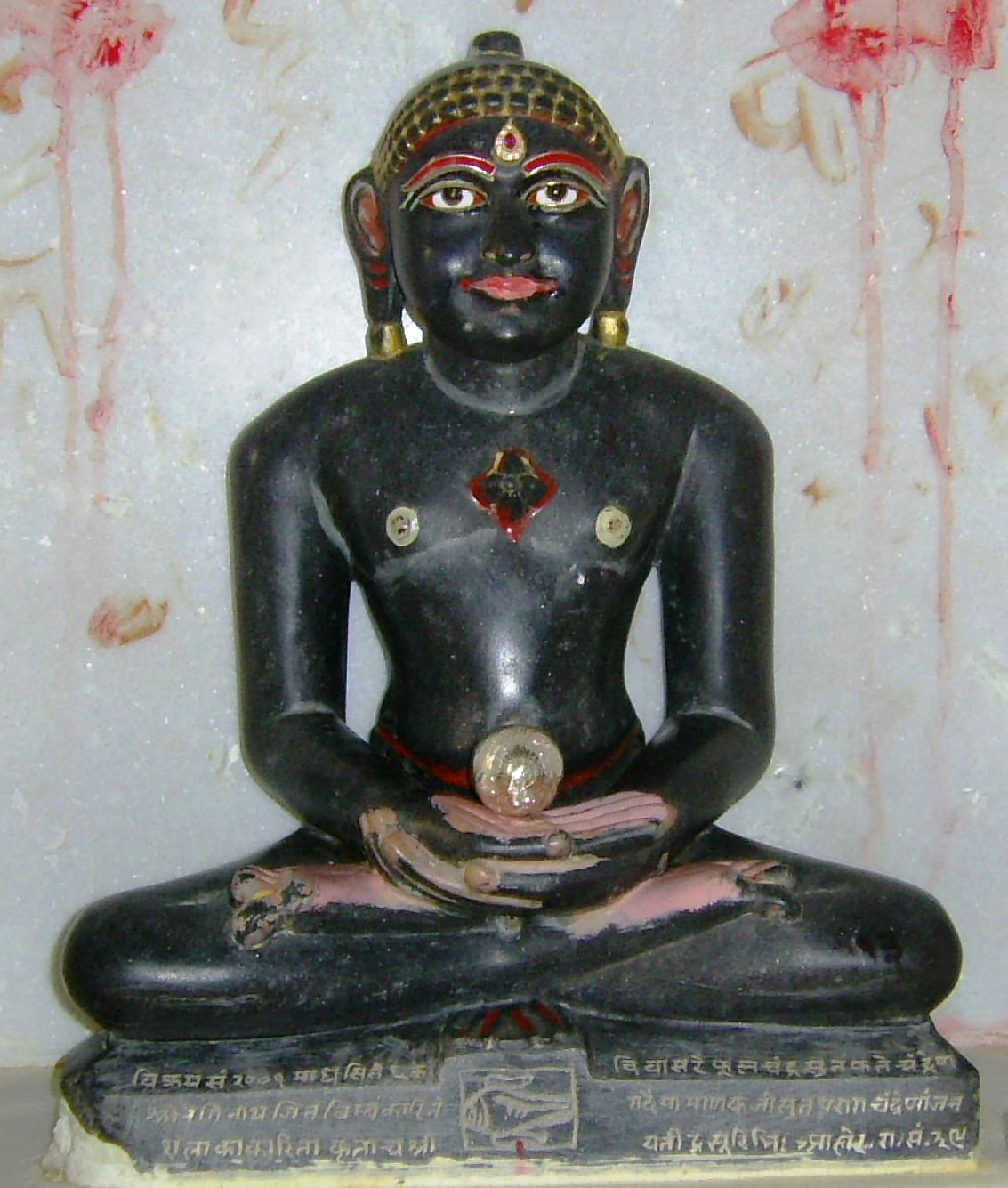
Статуя Неминатхи, Джалор

Неминатха (санскр. नेमिनाथ) в джайнской традиции — 22-й тиртханкара. Согласно джайнскому учению, стал сиддхой, полностью освободившись от своей кармы. Дата рождения относится к пятому дню первой половины индийского месяца шравана. Родители: отец — царь по имени Самудравиджайя, мать — Шивадеви.
Не существует особых сомнений о существовании джайнизма в VII веке до н. э., однако, вероятно, история этой религии уходит значительно глубже, чем учение Паршвы. В джайнских текстах упоминаются ещё 22 тиртханкары, которые предшествовали Паршве. Джайны, а также некоторые индуисты, считают, что Неминатха был двоюродным братом Кришны (санскр. «чёрный»), — отсюда его чёрные изображения.
Согласно некоторым мифам, когда Кришна заключил свой брак с Раджамати, дочерью Уграсены, Неминатха сопереживал животным, которые были убиты для праздничного пира. Он покинул свадебную процессию и вскоре отрёкся от мира. В то же время, некоторые джайнские тексты утверждают, что Неминатха был учителем Кришны.